# Heinrich Mann

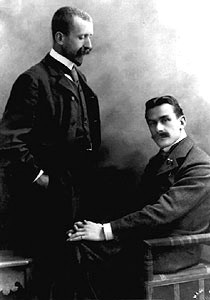
Heinrich şi Thomas Mann în 1900

Ludwig Heinrich Mann (n. 27 martie 1871, Lübeck - d. 11 martie 1950) a fost un romancier german, autorul unor opere cu tematică socială, ale căror nuanțe critice au dus în cele din urmă la exilul lui, în 1933.

## Date biografice
S-a născut la Lübeck. Era fiul cel mare al lui Thomas Johann Heinrich Mann, negustor de grâne și al soției acestuia Julia da Silva Bruhns. Era fratele mai mare al lui Thomas Mann. După moartea tatălui, văduva Mann s-a mutat împreună cu copiii la München.
Eseul semnat asupra lui Zola, cât și romanul Der Untertan i-au câștigat simpatia Weimarului, simpatie pe care și-a pierdut-o apoi prin critica la adresa societății germane, a sistemului care a dus la declanșarea primului război mondial. 
Romanul său, Professor Unrat, a fost ecranizat cu succes, sub titlul Îngerul albastru. În acest film, Marlene Dietrich și-a dat măsura talentului său în rolul actriței Lola-Lola (după numele din roman, Rosa Fröhlich).
Împreuna cu Albert Einstein, a semnat scrisoarea către Liga Internațională a Drepturilor Omului de protest față de asasinarea cărturarului croat Milan Sufflay, în 18 februarie 1931.
Antipatizat de regimul nazist, a fost obligat să plece în exil. 
A murit sărac în Santa Monica, California.

## Opera
- 1894: In einer Familie
- 1900: Țara huzurului (Im Schlaraffenland)
- 1903: Zeița sau cele trei romane ale ducesei d'Assy, (Die Göttinnen oder die drei Romane der Herzogin von Assy) trilogie
- 1903: Goana după dragoste (Die Jagd nach Liebe)
- 1905: Profesorul Unrat sau sfârșitul unui tiran (Professor Unrat oder Das Ende eines Tyrannen), ecranizare în 1930 de Josef von Sternberg sub numele Îngerul albastru cu Emil Jannings și Marlene Dietrich
- 1907: Zwischen den Rassen
- 1909: Orășelul (Die kleine Stadt)
- 1913: Madame Legros, dramă
- 1917: Die Armen ("Săracii")
- 1919: Supusul (Der Untertan), ecranizat în 1951 de Wolfgang Staudte, cu Werner Peters în rolul titular
- 1919: Calea spre putere (Der Weg zur Macht)
- 1923: Dictatura rațiunii (Diktatur der Vernunft)
- 1925: Capul (Der Kopf)
- 1929: Șapte ani (Sieben Jahre)
- 1933: Ura (Der Hass)
- 1935: Tinerețea lui Henric al IV-lea (Die Jugend des Königs Henri Quatre)
- 1938: Împlinirea și sfârșitul lui Henri IV (Die Vollendung des Königs Henri Quatre)
- 1931: Spirit și faptă (Geist und Tat)
- 1945: O epocă trecută în revistă (Ein Zeitalter wird besichtigt)

## Traduceri în limba română
- Mann, Heinrich, Supusul, București, 1954: Editura de Stat pentru Literatură și Artă, 484 pag.;